# Prix Joseph-du-Teil
Le prix Joseph-du-Teil est un prix littéraire annuel décerné par l’Académie des sciences morales et politiques et destiné à récompenser un ouvrage d’histoire diplomatique.

## Lauréats
- 1978 : Georges Livet[2]
- 1998 : Chantal Delsol et Michel Maslowski pour la direction de l’ouvrage Histoire des idées politiques de l’Europe centrale.
- 1999 : Olivier Poncet pour la publication de sa thèse Pomponne de Bellièvre (1529-1607), un homme d’État au temps des guerres de religion.
- 2000 : Lucien Bély pour La société des princes (XVIe – XVIIe siècles).
- 2001 : Philippe et Henriette Levillain (éd.) pour Une politique étrangère. Le quai d’Orsay et Saint-John Perse à l’épreuve d’un regard (novembre 1938 – juin 1940).
- 2002 : Sabine Dullin pour Des hommes d’influence. Les ambassadeurs de Staline en Europe 1930-1939.
- 2003 : Jacques-Alain de Sédouy pour Le congrès de Vienne. L’Europe contre la France 1812-1815.
- 2004 : Henry Laurens pour Orientales I – Autour de l’expédition d’Egypte.
- 2005 : Charles Zorgbibe pour Histoire de l’Union européenne.
- 2006 : Pierre Milza pour Histoire de l’Italie.
- 2007 : Jean-Louis Thiériot pour Margaret Tatcher. De l’épicerie à la Chambre des Lords.
- 2008 : Philippe Chassaigne (1963-....) pour Les années 1970. Fin d’un monde et origine de notre modernité.
- 2009 : Robert Belot (1958-....) et Gilbert Karpman pour L’affaire suisse. La résistance a-t-elle trahi De Gaulle ?.
- 2010 : Jacques-Alain de Sédouy pour Le Concert européen. Aux origines de l’Europe 1814-1914.
- 2011 : Anne-Claire de Gayffier-Bonneville (1966-....) pour L’échec de la monarchie égyptienne, 1942-1952.
- 2012 : François David pour John Foster Dulles. Secrétaire d’Etat, Père de l’Europe et Cold Warrior.
- 2013 : Lorenz Plassmann pour Comme une nuit de Pâques ? Les relations franco-grecques 1944-1981.
- 2014 : Christophe Jaffrelot pour son ouvrage Le Syndrome pakistanais.